# Programa de Reestruturação Económica
O Programa de Restruturação Econômica (PRE) foi uma estratégia político-económica do governo de Moçambique, de corte neoliberal,  lançada em 1987 e levada a cabo pelo governo da FRELIMO. Aponta-se ter sido este o acontecimento que marcou o fim do socialismo em Moçambique, mesmo admitindo-se ter havido uma pré-reforma econômico-política a partir do IV Congresso da FRELIMO, quando o partido admitiu a importância do sector privado no desenvolvimento do pais.
Este programa teria sido, grosso modo, o  mais prudente que o governo do país poderia adotar, mas foi acompanhado por sucessivas privatizações de empresas estatais que acabaram dando espaço ao surgimento de uma elite - uma burguesia nacional - constituída principalmente por membros seniores da FRELIMO.
O programa teve igualmente o papel de introduzir Moçambique na luta ideológica entre os dois blocos  - o do Leste e o do Ocidente.
Moçambique tevede adotar as recomendações das IBWs, deixando o governo de ser provedor de bens e serviços e consumo, passando somente a ter o papel de fiscalizar, o que criou vários problemas na vida da população. 
Destaca-se o facto de a URSS ter excluído Moçambique a quando da formação da COMECON, sob a alegação de que o país não havia passado por um processo de desenvolvimento capitalista, o que deixou Moçambique sem chão e, assim, levado a procurar estabelecer  novas relações com o Ocidente. Neste sentido, o presidente  Samora Machel visitou a América do Norte, em busca de apoio técnico e financeiro. 
Para além da descentralização da economia, Moçambique teve que promover a desvalorização do metical, que se encontrava muito forte, o que bloqueava ou enfraquecia as exportações. A inflação, que se encontrava em cerca de 74% , foi posteriormente reduzida para  cerca de 14% depois de aproximadamente dois anos. Afinal, o PRE tirou o Estado moçambicano da bancarrota, sob a tutela das IBWs  - o Banco Mundial e o FMI .